# 神奇矿物溶液
神奇矿物溶液，又称MMS，是漂白剂二氧化氯的品牌名，被当作是艾滋病、癌症、普通感冒等疾病的治疗手段。它可通过亚氯酸钠水溶液与酸（如柠檬汁和醋）混合而成，反应会产生有毒的二氧化氯，导致恶心、呕吐、腹泻，以及因脱水引起，可危及生命的低血压。反应前体亚氯酸钠也有毒，大量的亚氯酸钠会导致急性肾衰竭。
美国环保局已定饮用水中二氧化氯最高含量为0.8 mg/L。新南威尔士州中毒控制中心医疗主任Naren Gunja称使用神奇矿物溶液“有点像喝浓漂白剂”，且会导致呕吐、肚子疼、腹泻的腐蚀伤症状。
神奇矿物溶液这一名称由前山达基信徒Jim Humble在他于2006年个人出版的书《The Miracle Mineral Solution of the 21st Century》首次提及。他声称神奇矿物溶液能够治疗艾滋病、疟疾、病毒性肝炎、H1N1、普通感冒、自闭症、痤疮、癌症等疾病。这些疗效并没有临床试验支持，仅仅来自于传闻报道和Humble的书。2010年1月，《悉尼先驱晨报》报道有一家供应商承认他们为了规避医疗法规，并没有重复Humble的说法。供应商有时称神奇矿物溶液是用于水净化的，以此规避医疗法规。红十字会与红新月会国际联合会以最强烈的言辞驳斥神奇矿物溶液推广者关于使用该产品抗击疟疾的报道。Humble于2016年称神奇矿物溶液“什么都无法治疗”。2019年8月，美国药监局重复了他们于2010年对神奇矿物溶液的警告，指出使用神奇矿物溶液“就和喝漂白剂一样”。